# Aprasia repens
Aprasia repens là một loài thằn lằn trong họ Pygopodidae. Loài này được Fry mô tả khoa học đầu tiên năm 1914.